# 김광모
김광모(金洸模, 1973년 2월 8일~)는 대한민국의 제8대 부산광역시의원, 제6대 부산광역시 해운대구의원이다.

## 학력
- 부산외국어대학교 베트남어과 학사 졸업
- 부산대학교 국제대학원 국제학 석사 졸업

## 경력
- 진보신당 전국위원회 위원
- ~2013.07 진보신당 부산시당 홍보위원회 위원장
- 2010.07~2014.06 제6대 부산광역시 해운대구의회 의원
- 2010.07~2012.06 제6대 부산광역시 해운대구의회 전반기 기획관광행정위원회 위원장
- 2012.07~2014.06 제6대 부산광역시 해운대구의회 후반기 의회운영위원회 위원
- 2012.07~2014.06 제6대 부산광역시 해운대구의회 후반기 주민도시보건위원회 위원
- 2014.05~2017.07 정의당 부산시당 위원장
- 방사능으로부터 안전한 학교급식추진위 부산광역시 집행위원장
- 2015.04~2017.12 부산광역시교육청 감사관 감사담당 공무원
- 더불어민주당 정책위원회 부의장
- 더불어민주당 부산시당 교육특별위원회 위원장
- 2018.07~2022.06 제8대 부산광역시의회 의원
- 2018.07~2020.07 제8대 부산광역시의회 전반기 교육위원회 위원장
- 2018.11~2020.06 제8대 부산광역시의회 남북교류협력특별위원회 위원
- 2020.07~2022.06 제8대 부산광역시의회 후반기 운영위원회 위원
- 2020.07~2022.06 제8대 부산광역시의회 후반기 복지안전위원회 위원
- 2020.07~2022.06 제8대 부산광역시의회 후반기 예산결산특별위원회 위원
- 2020.10~2021.01 제8대 부산광역시의회 평화·통일을위한남북교류협력특별위원회 위원장
- 2021.02~2022.06 제8대 부산광역시의회 건설특혜·위법성의혹행정사무조사특별위원회 위원

## 역대 선거 결과
|  | 22.05% |

|  | 6.82% |

|  | 56.12% |

|  | 40.94% |